# Ateuchus ambiguus
Ateuchus ambiguus là một loài bọ cánh cứng trong họ Bọ hung (Scarabaeidae).